# هيدينوري هارا
هيدينوري هارا (باليابانية: 原秀則؛ بالكانا: はら ひでのり) هو مانغاكا ياباني، ولد في 1961 في أكاشي في اليابان.